# Casa el Cacahuero
La casa el Cacahuero és una obra del Mas de Barberans (Montsià) inclosa a l'Inventari del Patrimoni Arquitectònic de Catalunya.

## Descripció
És un edifici amb dues façanes, coberta a doble vessant, ràfec d'ample volada amb rajola esglaonada i carener paral·lel a la façana principal. Aquesta consta de planta baixa, dos pisos i golfes obertes, i la posterior d'un sol pis, donat el desnivell dels carrers. La façana principal presenta una distribució de les obertures irregular, destacant-ne la porta d'accés, d'arc rebaixat i brancals adovellats. Les finestres són de tipologia diversa, algunes amb arc molt rebaixat i altres amb llinda. Les golfes són obertes mitjançant una finestra força llarga, estructurada per una gran biga de fusta, i dues de petites a cada banda.
La façana posterior presenta una porta allindanada amb carreus i dues finestres, una d'elles tapiada.
Els murs són fets de maçoneria, amb carreus escairats als angles cantoners i arrebossat al sector corresponent a la planta baixa de la façana principal.

## Història
L'habitatge que disposà, antigament, d'un molí d'oli a la planta baixa. Actualment és en desús i ostenta, a la llinda de la porta de la façana posterior, la inscripció "1862".